# Luis Cervera
Luis «Tucu» Cervera (Tucumán, Argentina - 16 de abril de 1954) fue piloto de la Fuerza Aérea Argentina, ya retirado, que combatió durante la guerra de las Malvinas.

## Biografía inicial
Nació en la San Miguel de Tucumán, hijo de Amor Cervera y Luisa Nelida Zárate, es el segundo de cinco hermanos, Blas Ignacio, Marcelo Fernando, José Adrián y Sergio Tomás.
Estudió en la escuela primaria Paul Groussac, de Barrio Jardín, y la secundaria en el Instituto Técnico Salesiano «Lorenzo Massa» donde se recibió de técnico mecánico. 
Casado con María Isabel Lanfranchi y tres hijos: Joaquín, María Constanza y Rodrigo.

## Trayectoria en la Fuerza Aérea Argentina
En febrero de 1974 ingresó a la Escuela de Aviación Militar radicada en la provincia de Córdoba. En diciembre de 1977 egreso como oficial de la Fuerza Aérea Argentina con el grado de alférez. Desde febrero a diciembre de 1978 en la Escuela de Aviación Militar realizó el Curso de Aviador Militar (CAM) en aviones Mentor B-45 y Morane Saulnier 760 Paris, completando unas 200 horas de vuelo entre los dos aviones. Por el orden de mérito obtenido fue destinado a la V Brigada Aérea de Caza (Villa Reynolds – San Luis) donde realizó el curso de Caza Bombardero en el avión Douglas A4-B Skyhawk desde octubre de 1979 siendo habilitado como piloto etapa III, apto para el combate en septiembre de 1980, terminado el curso quede destinado en dicha Brigada hasta diciembre de 1982, habiendo alcanzado el cargo de jefe de Sección y 500 horas de vuelo en A4-B Skyhawk.
A fines del año 1982 fue destinado a la VIII Brigada Aérea de Caza (Moreno – Buenos Aires) donde realizó el curso de Caza Interceptor en avión Mirage III-E, alcanzando el cargo de jefe de Escuadrilla e Instructor de vuelo y 500 horas de vuelo, hasta febrero de 1988 siendo Capitán solicitó su baja voluntaria del cuadro permanente de oficiales de la Fuerza Aérea Argentina.

## Guerra de Malvinas

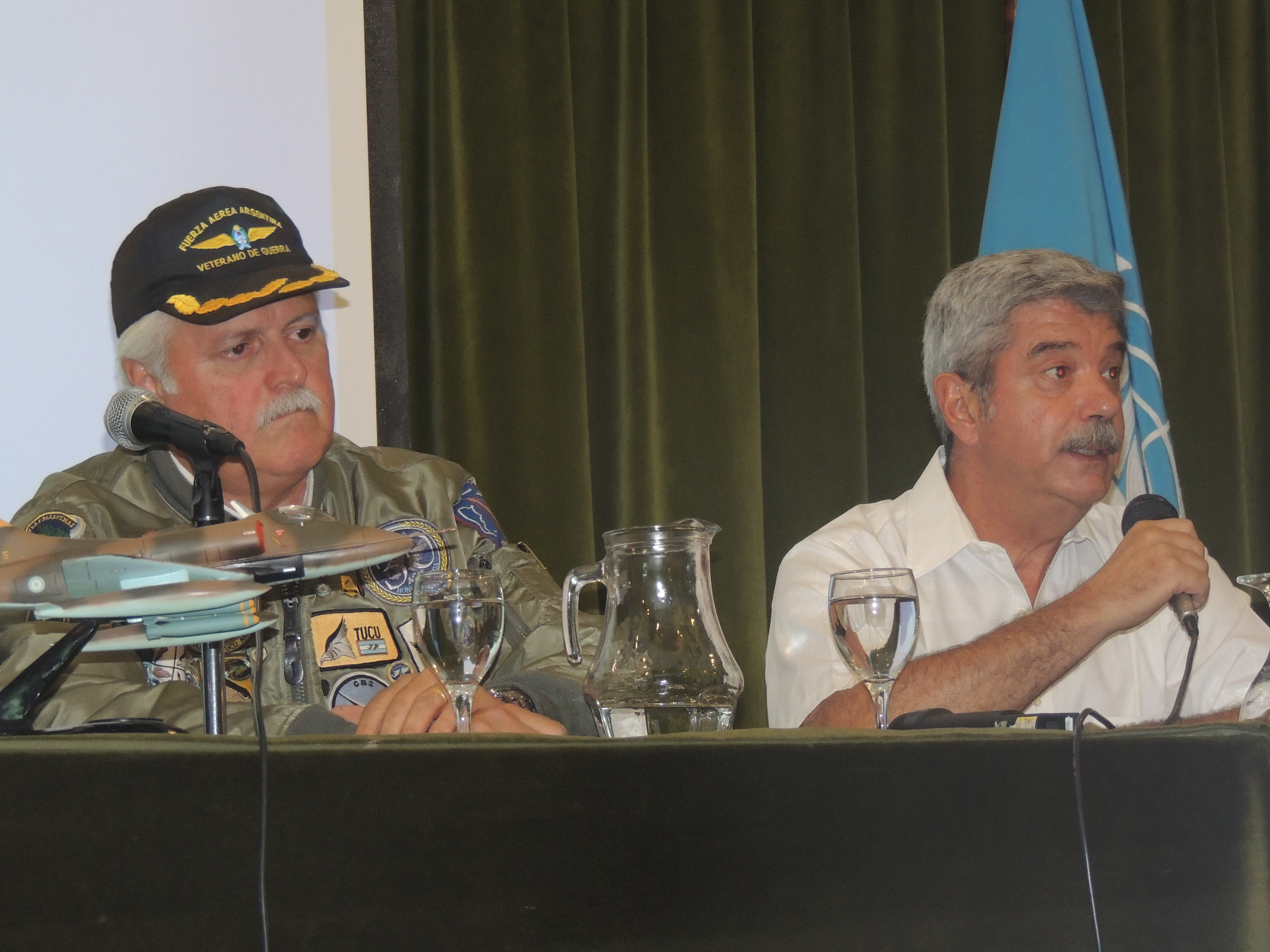
Cervera junto a su compañero del Grupo 5 de Caza Héctor «Pipi» Sánchez.

Se desempeñó en la guerra como Jefe de Sección en Douglas A4-B Skyhawk del 2.do Escuadrón de la V Brigada Aérea de Caza, Villa Reynolds, provincia de San Luis.
El 24 de mayo de 1982 atacó a la Fuerza de Tareas británica (buques de desembarco, fragatas y destructores) en Bahía San Carlos. Entre tantas embarcaciones decidió apuntarle al «grandote» —como Cervera denominó a su objetivo—. Su objetivo habría sido el RFA Sir Lancelot o el RFA Sir Tristram. Cervera se enteró después que la bomba no explotó, debido a que necesitó más tiempo para detonar, antes de hacer impacto. 
Según la Fuerza Aérea Argentina, el artefacto perforó la nave y quedó en la sala de máquinas, el barco terminó varado y debió ser evacuado y los ingleses lo perdieron.
Ya para el 13 de junio de 1982 realizó un ataque al puesto comando inglés destacado en las proximidades del monte Dos Hermanas, próximo a Puerto Argentino, el comandante Jeremy Moore (quien estuvo al frente de las tropas inglesas en Malvinas) dijo en un reportaje a la revista «Siete Días» que esa fue la jornada en la que más miedo tuvo, porque lo atacaron siete Mirage, en la cual uno estaba Cervera, se equivocó, porque eran siete A-4B. En ese momento un helicóptero (a quien Cervera disparó) cubrió del ataque a Moore el cual este estuvo al borde de la muerte.
Cervera se retiró de la Fuerza en 1988.